# 屈大均
屈大均（1630年—1696年），字介子，號翁山、又号莱圃。廣東番禺人，祖籍荊湖北路秭歸（今湖北）。明末清初学者、詩人，“岭南三大家”之一。有“广东徐霞客”的美称。

## 生平
生於南海西塲（今廣州市荔湾区），父屈宜遇入贅邵家。初名邵龙，又名邵隆，字骚余，号非池。十岁时随父亲回归番禺老家，恢复屈姓，更名大均。
早年受業於陳邦彥門下，補南海生員。顺治三年（1646年）清軍攻陷廣州，四年（1647年）屈大均參加陳邦彥、陳子壯、張家玉等起兵抵抗，同年失敗，陳邦彥被執，磔以死，大均收陳等人之骨骸。後受父命，至肇慶，向永曆帝呈《中興六大典書》，授以中秘书，因父歿急歸。順治七年（1650年）清兵再圍廣州，为躲避追捕，屈大均在番禺圆岗乡金瓯山（又名雷峰山）海雲寺（今已废）剃髮出家，法名今種，字一灵，庵號死庵，以示誓死不臣服清朝之意。
順治九年（1652年）以後，屈大均以化缘为名开始云游四海，奔走吴越、幽燕、齐鲁、荆楚大地，北遊關中、山西，入會稽，至南京謁明孝陵，又上北京，登景山尋得崇禎死所哭拜，與顧炎武、李因篤、朱彝尊等交往。又東出山海關，留意山川險阻，暗圖復業。他在遼東憑弔袁崇煥督師故壘，寫下《出塞》及《塞上曲》等曲。返回關內後，積極游走於齐鲁與吴越之間，在會稽與魏耕、祁班孫等秘密聯絡鄭成功，後張煌言與鄭成功合兵率軍沿長江而上，攻剋蕪湖、徽州府、寧國府，攻下三十餘州縣。順治十六年（1659年）十月事敗，鄭成功還至廈門，張煌言敗走浙東天台。順治十七年（1660年）秋，屈大均訪南京，與朱彝尊同遊山陰，參加祁氏兄弟的抗清活動。康熙元年（1662年）魏阱、錢瞻百、錢纘曾、潘廷聰等被殺於杭州，祁班孫遣戌寧古塔，大均避居桐廬。康熙四年春天，屈大均從嶺南北上金陵，秋天在南京，游吳門時結識杜恒燦，是年冬天，二人相携前往陝西， 歲末至潼關。康熙五年三月，與王弘撰相邀登華山。下山後，王弘撰之兄長王弘嘉贈屈大均書法「古丈夫洞草堂」六字。康熙五年（1666年）和李因篤结交，同游西安，六月自富平至代州（今山西代縣），寄居清雁平兵备道副将陈上年家中。後來在代州見了顧炎武，並到太原訪傅青主。在李因篤等人的撮合之下，是年秋天，屈大均在山西續娶明朝将领王壮猷之女王華姜。康熙五年秋天，屈大均至代州西八里柏林寺瞻拜唐晉王祠，晉王即李克用、李存勗父子。康熙六年八月，屈大均自代州東門經易州、涿州入北京。康熙七年八月，攜家自代州出發，次年八月抵達番禺故里。康熙九年，移家东莞，是年正月，王华姜病逝。
康熙十二年（1673年），平西王吴三桂在昆明起兵，屈大均赴廣西，向吳三桂上書談論兵事，被委任广西按察司副使，监督孙延龄军。不久知吳只想劃江稱王，遂托病辭去。康熙二十二年（1683年）鄭克塽降清，屈大均由南京攜家歸番禺，終不復出，著述講學，移志于对广东文献、方物、掌故的收集编纂。康熙三十五年（1696年）病逝，年六十七。與陳恭尹、梁佩蘭稱“嶺南三大家”，詩有李白、屈原的遺風。屈大均的著作被清廷列為禁書，多毀於雍正、乾隆兩朝（乾隆上諭謂屈氏著作“篇篇皆詆毀聖朝語”，為“違礙”“悖逆”文字，嚴旨索求查禁，屈氏子孫遂抱版自首），後人輯有《翁山詩外》、《翁山文外》、《翁山易外》、《廣東新語》及《四朝成仁錄》，合稱“屈沱五書”，其餘著作可知尚有三十餘種。张德瀛评：“屈翁山词，有《九歌》、《九辩》遗旨，故以骚屑名篇。”

## 墓葬
屈大均死後，其家人懼怕遭清政府查緝，不敢为他立墓碑，长时间不向外人透漏其墓地。雍正七年（1730年），屈大均之子屈明洪自首，廣東巡撫傅泰追查屈大均著作，發現「多有悖逆之詞」於是上報刑部，刑部擬掘屈大均墓戮屍梟首，雍正帝開諭免除戮屍。1928年鄉里民找到屈大均墓地，捐资重建了墓穴。
屈大均墓地今在离莘汀村两三公里的新造镇思贤村，整个屈大均墓成一个“凸”字形，正中约一米高的青石碑上刻着“明屈翁山先生墓”，下署“民国十八年己巳仲冬番禺县长陈樾题”。墓表竖立在坟后右侧，碑文为书法家吴道撰书。其父屈宜遇、其母黄太君墓在屈大均墓左右上方，其子、媳之墓在左下方。1985年廣州市政府拨款修葺墓区，墓右建“思贤亭”一座，屈大均墓被列为广东省省级文物保护单位、番禺区爱国主义教育基地。